# 厄魯
57°55′33″N 26°10′43″E / 57.92583°N 26.17861°E
厄魯，是愛沙尼亞瓦爾加縣瓦尔加市镇内的小鎮，位於該國南部，曾是原厄魯市镇的行政中心，處於首都塔林以南190公里，海拔高度68米，2012年該小鎮人口201。